# Cambados
Cambados település Spanyolországban, Pontevedra tartományban. Cambados Meaño, Ribadumia és Vilanova de Arousa községekkel határos. Lakosainak száma 13 752 fő (2024).

## Népesség
A település népessége az elmúlt években az alábbi módon változott:
| Lakosok száma | 13 328 | 13 564 | 13 591 | 13 708 | 13 898 | 13 399 | 13 900 | 13 744 | 13 671 | 13 752 |
|               | 2001   | 2004   | 2007   | 2009   | 2012   | 2014   | 2017   | 2019   | 2022   | 2024   |